# Fisherwick Chess Club
Fisherwick Chess Club – północnoirlandzki klub szachowy z siedzibą w Balfaście, 14-krotny zdobywca Ulster Trophy.

## Historia
Data powstania klubu jest nieznana, jednak wiadomo, iż powstał przy Fisherwick Presbyterian Church, początkowo funkcjonował pod nazwą 37th O.B. i działał w latach 30. XX wieku. Około 1950 roku nastąpiła zmiana nazwy na Fisherwick Chess Club. W sezonie 1964/1965 klub wygrał drugą dywizję Belfast and District League. W sezonie 1970/1971 po raz pierwszy wygrał pierwszą dywizję. W latach 70., dzięki napływowi zawodników upadłych klubów z centrum Belfastu, jak Belfast Chess Club i St Paul’s Chess Club,  Fisherwick stał się czołowym klubem miasta. Ponadto sześciokrotnie w tej dekadzie (1971–1972, 1974–1977) wygrał ligę. W późniejszym czasie Fisherwick powtórzył to osiągnięcie jeszcze ośmiokrotnie (1989, 1995–1996, 2004, 2011–2014).
Zawodnikami klubu byli m.in. reprezentanci Irlandii na olimpiadach szachowych: Keith Allen, Roger Beckett, Brian Kelly i John Moles.